# Imigrante
Imigrante är en kommun i Brasilien.   Den ligger i delstaten Rio Grande do Sul, i den södra delen av landet, 1 600 km söder om huvudstaden Brasília. Antalet invånare är 3 025. Arean är 73 355 kvadratkilometer.
Terrängen i Imigrante är varierad.
I omgivningarna runt Imigrante växer i huvudsak städsegrön lövskog. Runt Imigrante är det ganska glesbefolkat, med 34 invånare per kvadratkilometer.